# (73718) 1993 BL5
(73718) 1993 BL5 – planetoida z pasa głównego asteroid okrążająca Słońce w ciągu 5,64 lat w średniej odległości 3,17 j.a. Odkryta 27 stycznia 1993 roku.